# 시아트리듬 드래곤 퀘스트
시아트리듬 드래곤 퀘스트(シアトリズム ドラゴンクエスト, Theatrhythm Dragon Quest)는 2015년 인디즈제로에서 개발하고 일본의 닌텐도 3DS용으로 스퀘어 에닉스에서 출시한 리듬 게임이다. 드래곤 퀘스트 시리즈의 첫 번째 게임이자 시아트리듬 파이널 판타지 및 시아트리듬 파이널 판타지: 커튼콜(Theatrhythm Final Fantasy: Curtain Call)에 이어 세 번째 시아트리듬 게임이었다. 리듬 게임의 공식을 따르면서 플레이어는 음악의 비트에 맞춰 음을 친다. 이 타이틀에는 롤플레잉 요소도 포함되어 있어 플레이어가 플레이어의 비트에 맞춰 자동으로 전투에 참여하거나 행진할 수 있도록 4명의 캐릭터로 구성된 파티를 구성할 수 있다.
시아트리듬 드래곤 퀘스트는 시리즈 작곡가인 스기야마 고이치가 감독한 음악의 편곡 버전과 함께 처음 10개의 주요 드래곤 퀘스트 타이틀의 60곡을 특징으로 한다. 무료로 다운로드할 수 있는 여러 콘텐츠로 추가 노래가 출시되었다. 이 게임은 시아트리듬 파이널 판타지의 공식을 따르는 것으로 간주되었다. 리뷰에서는 시리즈 시그니처 요소를 통합한 게임플레이 메커니즘과 미적 디자인을 칭찬했지만, 오리지널 버전 사운드트랙이 부족하고 노래 라이브러리가 제한되어 있다는 점을 비판했다. 이 게임은 2015년에 120,000장이 팔렸다.

## 평가
| 평가 |              |
| --- | ------------ |
| 평론 점수 평론사 점수 패미츠 35 out of 40 [ 1 ] 게임 레볼루션 6 out of 10 [ 2 ] 닌텐도 월드 리포트 7 out of 10 [ 3 ] Ultra Console Game 25 out of 30 [ 4 ] |              |
| 평론 점수 |              |
| 평론사 | 점수         |
| 패미츠 | 35 out of 40 |
| 게임 레볼루션 | 6 out of 10  |
| 닌텐도 월드 리포트 | 7 out of 10  |
| Ultra Console Game | 25 out of 30 |